# 귀강서원
귀강서원(龜江書院)은 경상북도 영주시 휴천2동 지역에 있던 서원이다. 1767년에 기존의 구산정사(龜山精舍)를 승격하여 서원이 되었으며, 흥선대원군 집권 후인 1868년에 훼철되었다.

## 배향 인물
서원 배향 인물은 아래 4인으로, 모두 경상도 지역의 남인 계열 인물이다.
- 문절공(文節公) 김담(金淡, 1416년 ~ 1464년)
- 소고(嘯皐) 박승임(朴承任, 1517년 ~ 1586년)
- 민절공(敏節公) 김륵(金玏, 1540년 ~ 1616년)
- 망와(忘窩) 김영조(金榮祖, 1577년 ~ 1648년)

## 주요 건물
- 상현사(象賢祠): 위패를 모신 사당
- 입교당(立敎堂): 강당
- 극복재(克復齋): 동재 (유생 처소)
- 존성재(存省齋): 서재 (유생 처소)
- 주사(廚舍): 서원 주방
- 고방(庫房): 제례 용품 창고

## 연혁
- 1615년(광해 7년) : 귀성(龜城)에 김담을 모신 향현사(鄕賢祠) 건립
- 1620년(광해 12년) : 박승임, 김륵 추가 배향
- 1660년(현종 1년) : 명륜당 건립
- 1669년(현종 10년) : 김영조 추가 배향
- 1749년(영조 25년) : 지천대(현재의 휴천2동)로 이전
- 1767년(영조 43년) : 귀강서원으로 승격
- 1868년(고종 5년) : 훼철

## 참고 자료
- 귀강서원(龜江書院) - 한국서원연합회